# Metacyatholaimus brevicollis
Metacyatholaimus brevicollis is een rondwormensoort uit de familie van de Cyatholaimidae. De wetenschappelijke naam van de soort is voor het eerst geldig gepubliceerd in 1896 door Cobb.